# Eugenio Miozzi
Eugenio Miozzi, alla nascita Eugenio Giuseppe Francesco Miozzi (Brescia, 16 settembre 1889 – Venezia, 10 aprile 1979) è stato un ingegnere italiano.

## Biografia
Laureatosi a Bologna il 29 luglio 1912, nello stesso anno partecipò al concorso per entrare a far parte del Corpo Reale del Genio civile classificandosi al primo posto.

Particolare del Ponte Druso, costruito a Bolzano intorno al 1930, su progetto di Eugenio Miozzi, con simbologie del regime fascista

Dal 1914 lavorò in Libia progettando e seguendo i lavori di numerose opere pubbliche. Dopo la prima guerra mondiale lavorò per il Genio Civile di Udine e di Belluno seguendo la ricostruzione dei ponti distrutti durante il conflitto. Negli anni successivi cambiò vari incarichi seguendo fra l'altro la costruzione del tratto da Verona al Passo del Brennero   della Strada statale 12 dell'Abetone e del Brennero fino a che, il 1º marzo 1931 il comune di Venezia lo pose a capo della Direzione Lavori e Servizi pubblici incarico che mantenne fino alla fine del 1954 quando venne collocato a riposo per limiti di età.

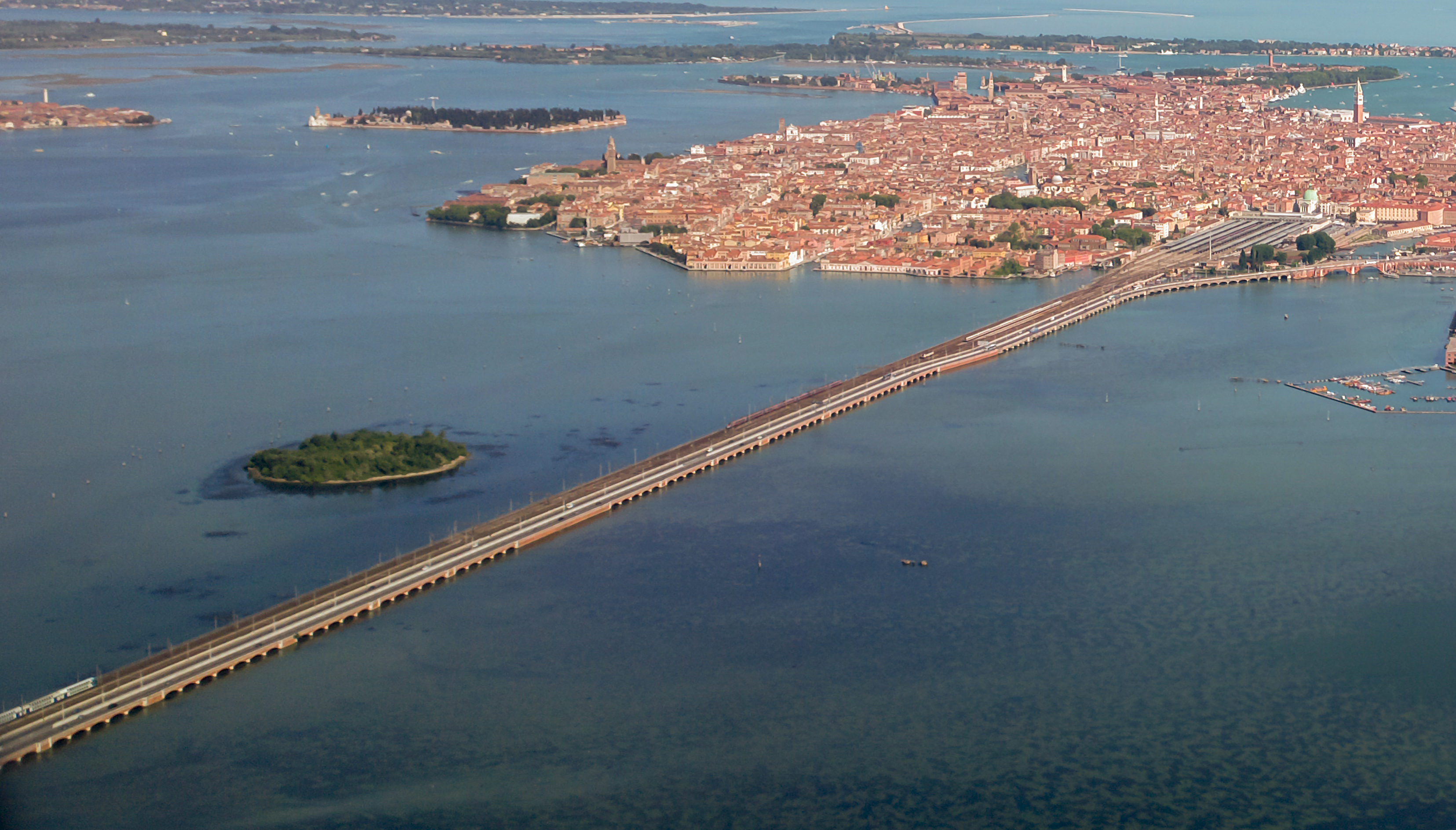
Il Ponte della Libertà a Venezia

Nel ventennio successivo fu a capo di numerosi lavori destinati a cambiare la fisionomia della città. Fra i più importanti il Ponte della Libertà (ex ponte del Littorio) che realizza il collegamento automobilistico di Venezia con la terraferma, l'area di Piazzale Roma ed in particolare l'autorimessa Sant'Andrea (ora conosciuta come Garage comunale) che fu fino agli anni cinquanta il più grande parcheggio coperto d'Europa, l'apertura del Rio Novo (Venezia) e la costruzione dei relativi nuovi ponti in pietra e legno, il ponte degli Scalzi, quello dell'Accademia e la sede estiva del Casinò di Venezia al Lido.
Miozzi commentò i problemi della città in innumerevoli articoli di giornale durante la sua permanenza a Venezia: l'ingegneria idraulica, il problema delle inondazioni, l'insabbiamento della laguna, il miglioramento dei collegamenti nazionali o le modalità di creazione di un nuovo porto. La sua Magnum opus è l'opera in quattro volumi Venezia nei secoli. La città. La laguna.